# Valdaora
Valdaora (en allemand, Olang) est une commune italienne d'environ 3 200 habitants située dans la province autonome de Bolzano dans la région du Trentin-Haut-Adige, dans le Nord-Est de l'Italie.

## Répartition des langues
Selon le recensement de 2011, la plupart des habitants (96,5 %) parlent l'allemand comme langue maternelle, 3 % parlent l'italien nativement et 0,5 % le ladin.

## Géographie
- Lac de Valdaora

## Administration
| Période                                  | Période | Identité | Étiquette | Qualité |
| ---------------------------------------- | ------- | -------- | --------- | ------- |
|                                          |         |          |           |         |
| Les données manquantes sont à compléter. |         |          |           |         |

### Hameaux
Sorafurcia, Valdaora di Mezzo, Valdaora di Sotto, Valdaora di Sopra

### Communes limitrophes
Les communes limitrophes sont  Braies, Brunico, Marebbe, Monguelfo-Tesido et Rasun-Anterselva.